# 约翰·格雷戈里
约翰·查尔斯·格雷戈里（英語：John Charles Gregory，1954年5月11日—）是一名英格蘭前足球運動員，司職中場，退役後擔任領隊。
佳高利出身諾咸頓，其後分別效力白禮頓、昆士柏流浪和阿士東維拉，並曾6次代表英格蘭國家隊上陣。他曾分別執掌樸茨茅夫、普利茅夫、韋甘比、阿士東維拉、打比郡和昆士柏流浪，於2007年遭昆士柏流浪解僱後轉戰海外，先後帶領阿基纳扎力、阿舒多和卡拉特。

## 領隊
2013年12月3日，佳高利獲英甲球會聘用為領隊。2014年12月27日，佳高利因需要接受心臟手術而請辭。

## 外部連結
- 足球数据库：莊·佳高利的球员统计数据
- 足球資料庫：莊·佳高利的領隊統計數據